# 파비오 로시토
파비오 로시토(이탈리아어: Fabio Rossitto ˈfaːbjo rosˈsitto[*], 1971년 9월 21일, 프리울리-베네치아 줄리아 주 아비아노 ~)는 이탈리아의 축구 감독이자 전 선수로, 1989년부터 2007년까지 현역 선수로서 미드필더로 활약했다.

## 클럽 경력
포르데노네 도 아비아노 출신인 로시토는 18년 동안 현역 선수로 활약하며 다수의 이탈리아 구단과 한 외국 구단에서 활약했다. 그는 우디네세(1989–1997, 2002–2004)에서 신고식을 치러 현역 시절 대부분을 보냈고, 북동부 연고 구단의 주축 선수로 거듭났다. 그는 이후 나폴리(1997–1999), 피오렌티나(1999–2002), 헤르미날 베이르스호트(2004), 베네치아(2005), 그리고 사칠레세(2005–2007)에서 활약했고, 2007년에 축구화를 벗었다. 그는 피오렌티나 시절에 2001년 코파 이탈리아를 우승했다. 피오렌티나는 로시토를 영입하기 위해 15B ITL(€7.75M에 상응하는 금액)을 지출했고, 주세페 탈리알라텔라의 서명을 받기 위해 5B ITL을 추가로 투자했다. 같은 이작 시정에서, 나폴리가 피오렌티나에서 에밀리아노 비지카를 영입했다.

## 국가대표팀 경력
로시토는 U-21 국가대표팀 경기에 9번 출전했고, 체사레 말디니 감독의 지도 하에 참가한 프랑스에서의 1994년 유럽 U-21 선수권 대회에 참가해, 이탈리아의 해당 대회 첫 우승에 일조했다. 그는 9번의 U-21 국가대표팀 경기를 모두 1994년에 출전했다.
로시토는 이탈리아 성인 국가대표팀 경기에 1번 출전했는데, 1996년 6월 1일에 2-0으로 이긴 헝가리 원정 경기에서 교체로 출전했다. 그는 잉글랜드에서 열린 유로 1996에서 이탈리아의 선수 명단에 이름을 올렸다.

## 감독 경력
2013년 1월부터 시즌 종료시까지 로시토는 세리에 D의 포르데노네의 감독을 맡았다.
2013-14 시즌, 그는 트리에스티나의 감독을 맡았다.
2014년 11월, 그는 레가 프로 최하위에 처진 포르데노네로 복귀에 합의했다. 소속 구단의 강등을 막지 못한 로시토는 시즌 끝에 포르데노네를 떠났다. 2016년 1월, 그는 레가 프로에 속해 있던 크레모네세의 지휘봉을 시즌 끝까지 잡았다.
2017년 4월, 그는 세리에 A 하위권에 허덕이는 팔레르모의 디에고 보르톨루치 감독을 보좌할 수석 코치로 취임했다.
2018년 2월 15일, 그는 세리에 C의 포르데노네로 복귀해 시즌 말까지 선수단을 지휘했다.

## 수상
피오렌티나
- 코파 이탈리아: 2000–01